# Patrick Proisy
Patrick Proisy (Évreux, 10 september 1949) is een voormalig tennisser uit Frankrijk.
Proisy bereikte in 1972 de finale van Roland Garros, waar hij in vier sets werd verslagen door Spanjaard Andrés Gimeno. In 1976 bereikte hij de finale in Florence en in 1977 won hij het Dutch Open op 't Melkhuisje in Hilversum.

## Resultaten grandslamtoernooien
| Legenda | Legenda                          |
| ------- | -------------------------------- |
| g.t.    | geen toernooi gehouden           |
| l.c.    | lagere categorie                 |
| –       | niet deelgenomen                 |
| G       | uitgeschakeld in de groepsfase   |
| 1R      | uitgeschakeld in de eerste ronde |
| 2R      | uitgeschakeld in de tweede ronde |
| 3R      | uitgeschakeld in de derde ronde  |
| 4R      | uitgeschakeld in de vierde ronde |
| KF      | uitgeschakeld in de kwartfinale  |
| HF      | uitgeschakeld in de halve finale |
| F       | de finale verloren               |
| W       | het toernooi gewonnen            |
| w-v     | winst/verlies-balans             |

### Enkelspel
| toernooi        | 1968 | 1969 | 1970 | 1971 | 1972 | 1973 | 1974 | 1975 | 1976 | 1977 | 1977 | 1978 | 1979 | 1980 | 1981 |
| --------------- | ---- | ---- | ---- | ---- | ---- | ---- | ---- | ---- | ---- | ---- | ---- | ---- | ---- | ---- | ---- |
| Australian Open | –    | –    | –    | –    | 2R   | HF   | –    | –    | –    | –    | –    | –    | –    | –    | –    |
| Roland Garros   | 2R   | 1R   | 1R   | KF   | F    | 1R   | 3R   | 3R   | 2R   | 2R   | 2R   | 2R   | 1R   | 1R   | 2R   |
| Wimbledon       | –    | –    | 1R   | 2R   | 2R   | –    | 2R   | 1R   | 1R   | –    | –    | –    | –    | –    | –    |
| US Open         | –    | 1R   | –    | 1R   | 2R   | 1R   | –    | 1R   | 1R   | 2R   | 2R   | –    | –    | –    | –    |

### Mannendubbelspel
| toernooi        | 1968 | 1969 | 1970 | 1971 | 1972 | 1973 | 1974 | 1975 | 1976 | 1977 | 1977 | 1978 | 1979 | 1980 | 1981 |
| --------------- | ---- | ---- | ---- | ---- | ---- | ---- | ---- | ---- | ---- | ---- | ---- | ---- | ---- | ---- | ---- |
| Australian Open | –    | –    | –    | –    | KF   | KF   | –    | –    | –    | –    | –    | –    | –    | –    | –    |
| Roland Garros   | 1R   | 2R   | 3R   | 1R   | 3R   | –    | 1R   | 2R   | –    | 3R   | 3R   | 1R   | 1R   | 1R   | 1R   |
| Wimbledon       | –    | –    | 1R   | 2R   | 1R   | –    | –    | 1R   | 2R   | –    | –    | –    | –    | –    | –    |
| US Open         | –    | 1R   | –    | 2R   | 1R   | –    | –    | –    | –    | –    | –    | –    | –    | –    | –    |